# Jubileuszowa Wystawa Ogrodnicza 1926 w Poznaniu
Jubileuszowa Wystawa Ogrodnicza 1926 w Poznaniu – wystawa odbywająca się w okresie od 25 września do 3 października 1926 roku w Poznaniu, na terenie obecnych Międzynarodowych Targów Poznańskich i parku Wilsona.

## Opis
Projekt zorganizowania wystawy powstał jesienią 1922 roku w czasie lokalnej wystawy urządzonej przez Towarzystwo Ogrodnicze w Poznaniu. Bodźcem do realizacji projektu był zbliżający się jubileusz towarzystwa, które w 1926 roku miało obchodzić 25-lecie istnienia, dlatego wystawę nazwano jubileuszową. Wystawa miała na celu zobrazowanie ówczesnego stanu ogrodnictwa nie tylko w Wielkopolsce, ale w całej II Rzeczypospolitej.
28 lutego 1926 roku na VI walnym zebraniu Wielkopolskiego Związku Towarzystw Zawodowych Ogrodników wydano uchwałę dotyczącą urządzenia wystawy.
Protektorat nad wystawą objęli prezydent miasta Poznania Cyryl Ratajski i prezydent Wielkopolskiej Izby Rolniczej Wiktor Szulczewski. Honorowym prezesem wystawy został Józef Marciniec, prezes Towarzystwa Ogrodniczego w Poznaniu. Prezesem wystawy został dyrektor ogrodów miejskich Władysław Marciniec. Pierwszym wiceprezesem wystawy został Mieczysław Krzyżankiewicz, dyrektor Międzynarodowego Targu Poznańskiego. Wiceprezesami zostali Jan Kosmol, inspektor ogrodnictwa Wielkopolskiej Izby Rolniczej, Stanisław Tomiak i Konstanty Dziewulski. Generalnym sekretarzem wystawy został Wacław Zembal, wicedyrektor Państwowych Kursów Ogrodniczych w Poznaniu. 
W czerwcu 1926 roku komitet wystawy postanowił wydać książkę stanowiącą upamiętnienie wystawy, poświęconą wszystkim aspektom ogrodnictwa, nadając jej tytuł „Pamiętnik Jubileuszowej Wystawy Ogrodniczej w Poznaniu”. Redakcję „Pamiętnika” powierzono Józefowi Rączkowskiemu.
Wystawę jubileuszową otworzył wiceminister rolnictwa i dóbr państwowych Józef Raczyński. Wystawie towarzyszyła urbanistyczna wystawa Związku Miast Polskich zatytułowana „Mieszkanie i Miasto” przedstawiająca projekty rozbudowy miast i miasteczek.

## Działy wystawy
Wystawa została podzielona tematycznie na następujące działy:
- Nauka i szkolnictwo,
- Ogrodnictwo ozdobne,
- Kwiaciarstwo,
- Warzywnictwo,
- Owocarstwo,
- Szkółkarstwo,
- Nasiennictwo,
- Ogrodnictwo dworskie,
- Pszczelarstwo,
- Ogrodnictwo cmentarne[1].